# Megacara similis
Megacara similis är en stekelart som beskrevs av Mao-Ling Sheng 2000. Megacara similis ingår i släktet Megacara och familjen brokparasitsteklar. Inga underarter finns listade i Catalogue of Life.